# Csontos Dominik
Csontos Dominik (Székesfehérvár, 2002. november 8. –) magyar labdarúgó, hátvéd, a Budapest Honvéd játékosa.

## Pályafutása

### Klubcsapatokban

#### Utánpótlás évek
A fiatal hátvéd a Főnix Gold FC színeiben kezdett el futballozni. Székesfehérvárról érkezett a Fradiba 2015 nyarán, eleinte a középpályán szerepelt. Első szezonjában három gólt szerzett U14-es és U15-ös csapatban pályára lépve.
A következő idényben az U15-ös gárdát erősítette, 26 meccsen ötször volt eredményes. A 2017/2018-as kiírás nagyját U16-os csapatban teljesítette, ekkor már védőként játszva négyszer talált be, közben két meccsen az U17-es csapatban is megkapta a lehetőséget. A 2018/2019-es évadot teljes egészében ennél a korosztálynál töltötte, újabb hat gólt szerzett.

#### Ferencváros
2019. október 30-án a még csupán 16 éves védő csereként beállva fél órát játszott a BKV Előre vendégeként 3-1-re megnyert idegenbeli kupamérkőzésen a Ferencváros színeiben. 
Csontos alig három héttel később az élvonalban is debütált, Szerhij Rebrov a debreceni, 6-1-es győzelem alkalmával is becserélte. 2020 januárjában profi szerződést írt alá a klubbal.
A 2019-2020-as idényben a Ferencváros U19-es csapat tréningjei mellett többször részt vett az NB I-es csapat edzésein is, az utánpótlás-bajnokságban az ősszel 14 mérkőzésen egy gólt ért el, valamint amellett, hogy a hazai kupasorozatban és az NB I-ben is bemutatkozott, további két alkalommal a kispadra is leülhetett az Magyar Kupában.
2021. január 27-én a Budafok ellen 3–0-ra megnyert bajnoki mérkőzésen élete első NB I-es találatát szerezte. 2021. február 13-án kölcsönbe az NB II-es Soroksárhoz került.
2021 nyarán a Žalgiris Vilnius elleni Bajnokok Ligája-selejtezőn a nemzetközi kupaporondon is bemutatkozhatott.

#### Győr, Zalaegerszeg
2022 decemberében szerződést bontott a Ferencvárossal és a Mezőkövesd csapatához igazolt.
2023. január végén két és fél éves szerződést kötött a Győri ETO-val.
2024. szeptember 4-én a Zalaegerszeg játékos lett.

#### Budapest Honvéd
2025 januárjában a Budapest Honvéd szerződtette.

### A válogatottban
2021. augusztus 26-án Gera Zoltán szövetségi edző meghívta az U21-es válogatott keretébe az őszi Európa-bajnoki selejtezőkre.

## Sikerei, díjai
Ferencváros
- Magyar bajnok (3): 2019–20, 2020–21,[12] 2021–22[13]
- Magyar kupagyőztes (1): 2022[14]

 Győri ETO
- NB II második helyezett: 2023–24